# Heinz Ritter (Journalist)

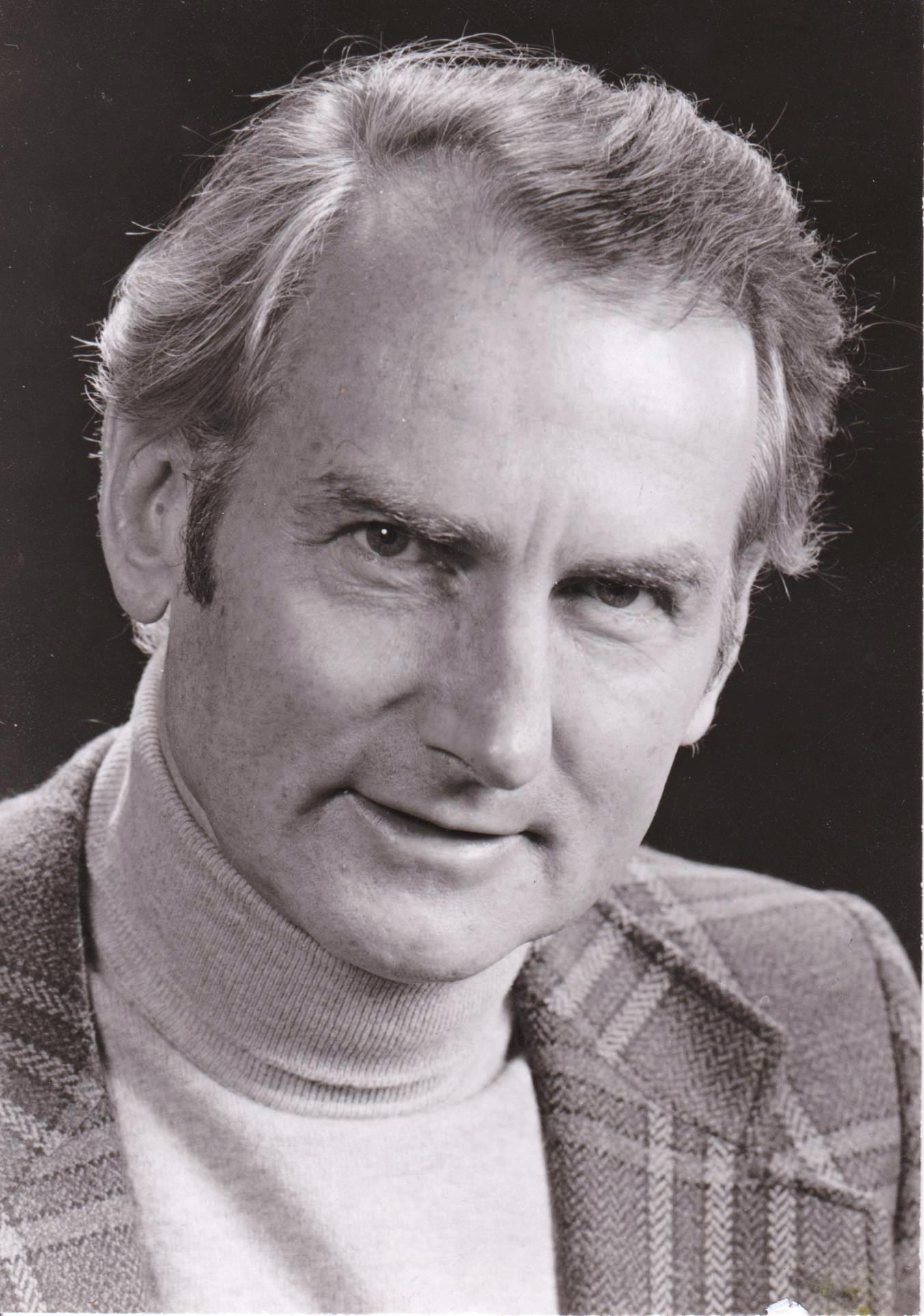
Heinz Ritter (1970)

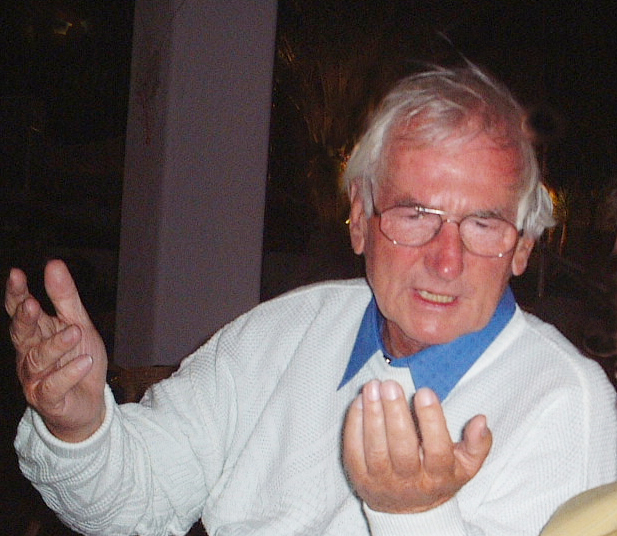
Heinz Ritter (2001)

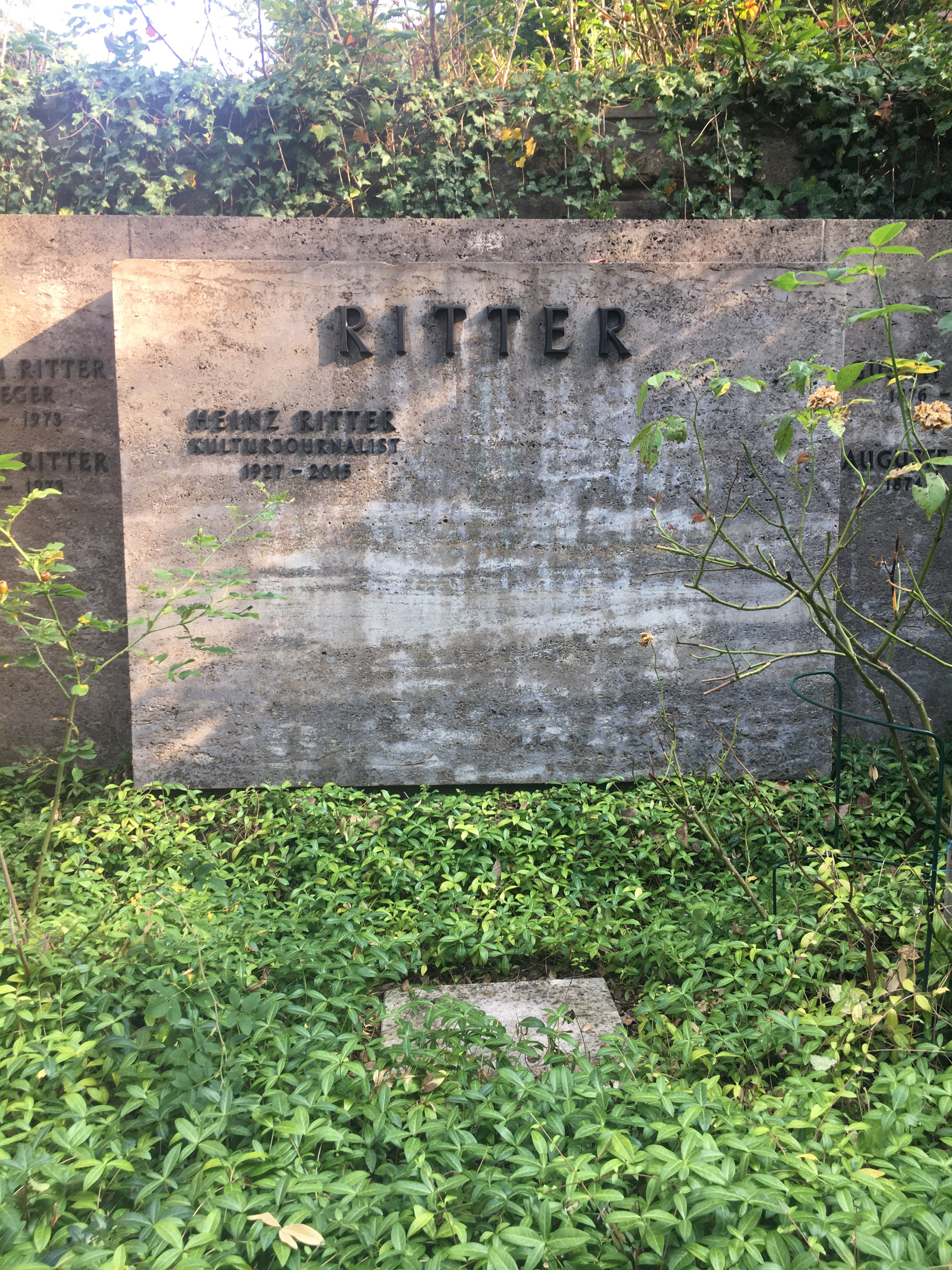
Familiengrabstätte Ritter

Heinz Ritter (* 30. September 1927 in Berlin; † 25. Juli 2015 ebenda) war ein deutscher Journalist und Theater- und Filmkritiker, ab 1970 auch Berliner Kultur-Korrespondent des Deutschlandfunks in Köln.

## Leben und Werk
Ritter wuchs in Berlin auf und besuchte das dortige Arndt-Gymnasium Dahlem. 1943 wurde er, wie zahllose Schüler des Jahrgangs 1927, Luftwaffenhelfer bei der Flak. Als er im November 1945 aus kurzer englischer Gefangenschaft zurückkam, wurde er trotz des bereits laufenden Schuljahres zurück in seine alte Schulklasse aufgenommen, deren Schülerzahl sich allerdings erheblich dezimiert hatte, und konnte 1947 sein Abitur machen.
Ritter begann Theaterwissenschaft an der Freien Universität Berlin zu studieren, ging aber schon 1948 in die Praxis als Volontär in der Kulturredaktion des sozialdemokratisch geprägten Berliner „Telegraf“, der unter der Leitung von Arno Scholz und unter der Lizenz von Annedore Leber, der Witwe des Widerstandskämpfers Julius Leber, und des früheren Reichstagspräsidenten Paul Löbe ab 1946 für mehrere Jahre die auflagenstärkste Zeitung in Berlin war.
Ab 1957 leitete Ritter die Feuilleton-Redaktion der Berliner Tageszeitung „Der Abend“, die entgegen ihrem Titel am Mittag erschien. Zu Zeiten ohne die neuen schnellen Online-Medien war das ein großer Vorteil: Heinz Ritters Theaterkritiken über die Premieren vom Vorabend erschienen in der Zeitung vom nächsten Tag, während die Konkurrenz der West-Berliner Zeitungen erst noch am Umbruch ihres Blattes für den nächsten Morgen arbeitete.
1970 wurde Ritter Berliner Kultur-Korrespondent des Deutschlandfunks in Köln und berichtete bis 2003 über das umfangreiche Kulturleben Berlins: Theater-Premieren, Festwochen, Filmfestspiele, Intendantenwechsel und Personal-Querelen. Dem Berliner „Abend“ blieb er gleichzeitig bis zu dessen Einstellung 1981 treu, man hörte ihn in der „Galerie des Theaters“ des SFB und sah seine Premierenberichte in der "Berliner Abendschau".
Einige Jahre war er Vorsitzender des Verbandes der deutschen Kritiker und von 1973 bis 1979 Mitglied und Sprecher der Kritiker-Jury für das Berliner Theatertreffen. In dieser Funktion bereiste er für die Auswahl der einzuladenden Bühnen die deutschsprachigen Theater einschließlich Österreichs und der Schweiz.
Heinz Ritters umfangreiche Sammlung an Kritiken, Radio-Beiträgen, Porträts von und Interviews mit Künstlern wurde von der Stiftung Stadtmuseum Berlin übernommen.

## Privates
Ritter war in zweiter Ehe verheiratet mit der Film- und Theaterkritikerin Inge Bongers-Ritter.
Heinz Ritter (Geburtsname Heinz-Ullrich Ritter) war der Sohn des Verlagsbuchhändlers Wilhelm Ritter, der ab Beginn der 1930er Jahre u. a. den jährlichen „Künstler Almanach für Bühne und Film“ herausgab.
Sein jüngerer Bruder war der Historiker und Politikwissenschaftler Gerhard A. Ritter.
Heinz Ritter verstarb 87-jährig in seiner Geburtsstadt und wurde auf dem dortigen Waldfriedhof Dahlem (Feld 001-696) beigesetzt.